# Gračnica
Gračnica je naselje v Občini Laško.